# Intel Core Ultra 5
Intel Core Ultra 5（インテル コア ウルトラファイブ）はインテルが製造するx86_64互換のマイクロプロセッサ。Intel Core Ultraファミリー。

## 概要
2023年12月15日に発表されたミドルレンジの製品シリーズである。
これまでにモバイル向けの製品の製品が発売されている。
発表時時点で12コアのモデルと14コアのモデルがある。